# Acalyptris pyrenaica
Acalyptris pyrenaica is een vlinder van de familie van de dwergmineermotten (Nepticulidae), van de onderfamilie van de Nepticulinae. De wetenschappelijke naam van deze soort is voor het eerst voorgesteld door Aleš Laštůvka en Zdenĕk Laštůvka in een publicatie uit 1993.
De spanwijdte bedraagt bij het mannetje 4,0 tot 5,6 millimeter en bij het vrouwtje 5,1 millimeter.

## Voorkomen
De soort komt voor in de Spaanse Pyreneeën en in Duitsland (Nordrhein-Westfalen).